# Општина Шмарје при Јелшах
Општина Шмарје при Јелшах (словен. Šmarje pri Jelšah) је једна од општина Савињске регије у држави Словенији. Седиште општине је истоимено насеље Шмарје при Јелшах.

## Природне одлике
Рељеф: Општина Шмарје при Јелшах налази се у источном делу Словеније, односно у јужном делу словеначке Штајерске. Општина се простире на побрђу између Цељске котлине на западу и долине Сутле на истоку. На северу се издиже планина Плешивец.
Клима: У општини умерено континентална клима.
Воде: Сви водотоци на подручју општине су мали и локалног значаја. Они су притоке реке Сутле.

## Становништво
Општина Шмарје при Јелшах је средње густо насељена.

## Насеља општине
| - Бабна Брда - Бабна Гора - Бабна Река - Бели Поток при Лембергу - Бело - Безговица - Бобово при Шмарју - Бодреж - Бодришна Вас - Брецљево - Брезје при Лекмарју - Буковје в Бабни Гори - Вински Врх при Шмарју - Воденово - Врх - Вршна Вас - Гај - Глобоко при Шмарју - Горња Вас | - Грличе - Гробелце - Гробелно - Дол при Пристави - Дол при Шмарју - Драгомило - Двор - Задрже - Застрање - Заврше при Гробелнем - Згорње Тинско - Зибика - Зибишка Вас - Јазбина - Јеровска Вас - Јешовец при Шмарју - Каменик - Конушко - Коретно | - Корпуле - Кристан Врх - Кртинце - Лаше - Лекмарје - Лемберг при Шмарју - Липовец - Мала Пристава - Местиње - Мочле - Нова Вас при Шмарју - Ореховец - Печица - Пијовци - Платиновец - Полжанска Горца - Полжанска Вас - Предел - Преденца | - Прелоге при Шмарју - Пустике - Раковец - Сеновица - Сладка Гора - Сотенско при Шмарју - Сподња Понквица - Сподње Местиње - Сподње Селце - Сподње Тинско - Страње - Стртеница - Свети Штефан - Тополовец - Хајнско - Церовец при Шмарју - Шентвид при Гробелнем - Шерово - Шкофија - Шмарје при Јелшах |  |